# George Herbert, 5.º Conde de Carnarvon
George Edward Stanhope Molyneux Herbert, 5.º Conde de Carnarvon (Londres, 26 de junho de 1866 – Cairo, 5 de abril de 1923) foi um aristocrata britânico mais conhecido por ter financiado a procura, escavação e descoberta da tumba de Tutancâmon no Vale dos Reis.

## Egiptologia
O conde era um grande amante da egiptologia e em 1907 foi ao Egito com a intenção de realizar campanhas de escavação para enriquecer seu acervo. Percebendo a necessidade de ter um especialista na área que conhecesse as dificuldades da pesquisa, pediu conselho a Gaston Maspero que o indicou como a pessoa mais indicada o arqueólogo Howard Carter, que se encontrava em grande dificuldade na época.
Os dois se deram bem imediatamente e uma profunda amizade nasceu. Com a riqueza da família, Carnarvon financiou as escavações de Howard Carter em Tebas (Egito) e muitos outros que ampliaram a coleção de artefatos egípcios do conde. No entanto, o arqueólogo tinha a intenção de descobrir, no Vale dos Reis, os túmulos desaparecidos de dois faraós dos quais pouco se sabia na época (Amenhotep IV, o faraó herético, e Tutancâmon, o faraó criança) e convenceu George Herbert para financiar o empreendimento. Graças à sua habilidade, o senhor conseguiu obter a concessão das escavações, na altura ainda nas mãos do arqueólogo Theodore M. Davis, tendo as escavações iniciado em 1917.
Estas duraram cinco anos sem sucesso e com pesadas despesas para o conde, tanto que, em agosto de 1922, esteve perto de declarar encerrada a busca. Mas o entusiasmo ainda vivo de Carter e sua certeza absoluta de poder encontrar a tumba convenceram George Herbert a conceder-lhe mais uma temporada de escavações, o tempo necessário para escavar o último setor restante. A campanha recomeçou em 3 de novembro de 1922, e já no segundo dia um passo de uma sepultura desconhecida viu a luz. Logo a entrada deste último foi alcançada e os selos na porta revelaram que nos milênios ela ainda não havia sido violada por ninguém.
Carnarvon, então na Inglaterra, foi imediatamente chamado de volta ao Egito e lá chegou em 20 de novembro. Sete dias depois, ele compareceu, junto com Carter, à abertura da tumba que revelou naquele momento seus ricos bens funerários ainda no local, como haviam sido arranjados milênios antes. Esta descoberta é justamente considerada a maior descoberta arqueológica do século XX, não só pela riqueza do espólio mas porque, pela primeira vez, foi possível admirar o túmulo de um faraó que nunca tinha sido violado na história.

## Publicações
- Earl of Carnarvon;  et al. (1912). Five years' explorations at Thebes: a record of work done 1907-1911. Londres: Henry Frowde